# فهرست خورشیدگرفتگی‌های سده ۱۵ (پیش از میلاد)
این فهرست شامل خورشیدگرفتگی‌های قرن پانزدهم پیش از میلاد است که در طی دورهٔ سال ۱۵۰۰ پیش از میلاد تا ۱۴۰۱ پیش از میلاد روی داده‌اند. در این دوره، ۲۲۶ خورشیدگرفتگی رخ داد که ۷۷ مورد آن خورشیدگرفتگی جزئی، ۶۹ مورد خورشیدگرفتگی حلقه‌ای، ۶۲ خورشیدگرفتگی کامل و ۱۸ مورد نیز از نوع خورشیدگرفتگی مرکب بود.
بیش‌ترین تعداد خورشیدگرفتگی در طول یکسال، مربوط به سال ۱۶۷۶ پیش از میلاد بوده که پنج گرفتگی روی داد و در ماه ژوئیه سال ۱۶۱۱ پیش از میلاد، دو خورشیدگرفتگی رخ داد.
| تاریخ           | زمان بزرگترین گرفت | چرخهٔ ساروس | نوع    | قدر    | مدت زمان            | مکان                                            | مسیر گرفتگی            | ناحیهٔ جغرافیایی | منبع  |
| --------------- | ------------------ | ---------- | ------ | ------ | ------------------- | ----------------------------------------------- | ---------------------- | --------------- | ----- |
| ۵ فوریه ۱۵۰۰    | ۲۲:۵۵:۲۵           | ۲۶         | کامل   | ۱.۰۴۲۱ | ۰۳ دقیقه و ۲۸ ثانیه | ۴۱°۴۲′جنوبی ۸°۴۲′غربی / ۴۱٫۷°جنوبی ۸٫۷°غربی     | ۱۵۲ کیلومتر (۹۴ مایل)  |                 | [ ۱ ] |
| ۲ اوت ۱۵۰۰      | ۰۳:۲۲:۲۰           | ۳۱         | حلقه‌ای | ۰.۹۳۸۶ | ۰۶ دقیقه و ۴۲ ثانیه | ۴۴°۲۴′شمالی ۸۱°۳۰′غربی / ۴۴٫۴°شمالی ۸۱٫۵°غربی   | ۲۴۸ کیلومتر (۱۵۴ مایل) |                 | [ ۱ ] |
| ۲۶ ژانویه ۱۴۹۹  | ۱۴:۵۷:۲۸           | ۳۶         | جزئی   | ۰.۹۰۲۸ | —                   | ۶۷°۴۸′جنوبی ۸۶°۳۰′غربی / ۶۷٫۸°جنوبی ۸۶٫۵°غربی   | —                      |                 | [ ۱ ] |
| ۲۲ ژوئیه ۱۴۹۹   | ۰۳:۴۲:۰۶           | ۴۱         | جزئی   | ۰.۷۶۸۷ | —                   | ۶۶°۵۴′شمالی ۸۸°۵۴′شرقی / ۶۶٫۹°شمالی ۸۸٫۹°شرقی   | —                      |                 | [ ۱ ] |
| ۱۷ دسامبر ۱۴۹۹  | ۱۷:۳۳:۲۷           | ۸          | حلقه‌ای | ۰.۹۷۴۲ | ۰۲ دقیقه و ۱۱ ثانیه | ۵۲°۴۸′شمالی ۸۳°۲۴′شرقی / ۵۲٫۸°شمالی ۸۳٫۴°شرقی   | ۴۲۹ کیلومتر (۲۶۷ مایل) |                 | [ ۱ ] |
| ۱۱ ژوئن ۱۴۹۸    | ۲۳:۲۹:۴۷           | ۱۳         | کامل   | ۱.۰۲۹۰ | ۰۲ دقیقه و ۳۵ ثانیه | ۳۵°۲۴′جنوبی ۱۲°۱۲′غربی / ۳۵٫۴°جنوبی ۱۲٫۲°غربی   | ۱۸۹ کیلومتر (۱۱۷ مایل) |                 | [ ۱ ] |
| ۶ دسامبر ۱۴۹۸   | ۲۳:۰۸:۵۳           | ۱۸         | حلقه‌ای | ۰.۹۳۴۰ | ۰۸ دقیقه و ۳۰ ثانیه | ۴°۰۶′جنوبی ۱۷°۱۸′غربی / ۴٫۱°جنوبی ۱۷٫۳°غربی     | ۲۵۸ کیلومتر (۱۶۰ مایل) |                 | [ ۱ ] |
| ۳۱ مه ۱۴۹۷      | ۱۵:۰۰:۵۳           | ۲۳         | کامل   | ۱.۰۷۸۵ | ۰۶ دقیقه و ۴۴ ثانیه | ۱۵°۱۲′شمالی ۹۹°۴۲′شرقی / ۱۵٫۲°شمالی ۹۹٫۷°شرقی   | ۲۵۴ کیلومتر (۱۵۸ مایل) |                 | [ ۱ ] |
| ۲۴ نوامبر ۱۴۹۷  | ۲۲:۴۱:۳۵           | ۲۸         | حلقه‌ای | ۰.۹۱۵۴ | ۰۹ دقیقه و ۰۹ ثانیه | ۳۸°۴۸′جنوبی ۲۶°۴۸′غربی / ۳۸٫۸°جنوبی ۲۶٫۸°غربی   | ۳۴۶ کیلومتر (۲۱۵ مایل) |                 | [ ۱ ] |
| ۲۱ مه ۱۴۹۶      | ۰۸:۱۸:۴۶           | ۳۳         | کامل   | ۱.۰۶۷۶ | ۰۴ دقیقه و ۲۹ ثانیه | ۵۳°۳۶′شمالی ۱۷۲°۵۴′شرقی / ۵۳٫۶°شمالی ۱۷۲٫۹°شرقی | ۲۹۴ کیلومتر (۱۸۳ مایل) |                 | [ ۱ ] |
| ۱۳ نوامبر ۱۴۹۶  | ۲۳:۱۰:۵۶           | ۳۸         | جزئی   | ۰.۸۹۵۶ | —                   | ۶۱°۳۰′جنوبی ۱۴۳°۳۰′غربی / ۶۱٫۵°جنوبی ۱۴۳٫۵°غربی | —                      |                 | [ ۱ ] |
| ۱۱ آوریل ۱۴۹۵   | ۱۲:۱۳:۱۲           | ۵          | جزئی   | ۰.۶۳۵۴ | —                   | ۶۰°۳۶′جنوبی ۱۳۱°۴۸′غربی / ۶۰٫۶°جنوبی ۱۳۱٫۸°غربی | —                      |                 | [ ۱ ] |
| ۱۰ مه ۱۴۹۵      | ۲۲:۴۰:۲۹           | ۴۳         | جزئی   | ۰.۱۳۴۲ | —                   | ۶۱°۳۶′شمالی ۱۳۲°۲۴′غربی / ۶۱٫۶°شمالی ۱۳۲٫۴°غربی | —                      |                 | [ ۱ ] |
| ۴ اکتبر ۱۴۹۵    | ۱۸:۲۵:۴۰           | ۱۰         | جزئی   | ۰.۸۰۸۷ | —                   | ۶۰°۳۶′شمالی ۱۳۹°۳۰′شرقی / ۶۰٫۶°شمالی ۱۳۹٫۵°شرقی | —                      |                 | [ ۱ ] |
| ۳۱ مارس ۱۴۹۴    | ۱۶:۱۱:۰۹           | ۱۵         | حلقه‌ای | ۰.۹۴۷۸ | ۰۵ دقیقه و ۲۷ ثانیه | ۲۵°۱۸′جنوبی ۹۹°۳۶′شرقی / ۲۵٫۳°جنوبی ۹۹٫۶°شرقی   | ۲۱۳ کیلومتر (۱۳۲ مایل) |                 | [ ۱ ] |
| ۲۴ سپتامبر ۱۴۹۴ | ۰۹:۵۸:۰۷           | ۲۰         | کامل   | ۱.۰۵۲۲ | ۰۴ دقیقه و ۰۳ ثانیه | ۲۶°۱۲′شمالی ۱۷۱°۳۰′غربی / ۲۶٫۲°شمالی ۱۷۱٫۵°غربی | ۱۸۸ کیلومتر (۱۱۷ مایل) |                 | [ ۱ ] |
| ۱۹ مارس ۱۴۹۳    | ۱۶:۲۸:۵۴           | ۲۵         | حلقه‌ای | ۰.۹۴۷۶ | ۰۵ دقیقه و ۵۴ ثانیه | ۸°۵۴′شمالی ۷۳°۲۴′شرقی / ۸٫۹°شمالی ۷۳٫۴°شرقی     | ۲۰۰ کیلومتر (۱۲۰ مایل) |                 | [ ۱ ] |
| ۱۳ سپتامبر ۱۴۹۳ | ۰۱:۱۶:۲۴           | ۳۰         | کامل   | ۱.۰۲۷۷ | ۰۲ دقیقه و ۲۹ ثانیه | ۵°۲۴′جنوبی ۶۱°۰۰′غربی / ۵٫۴°جنوبی ۶۱٫۰°غربی     | ۹۷ کیلومتر (۶۰ مایل)   |                 | [ ۱ ] |
| ۸ مارس ۱۴۹۲     | ۲۰:۳۲:۰۷           | ۳۵         | جزئی   | ۰.۹۵۲۰ | —                   | ۶۰°۵۴′شمالی ۵۰°۰۶′غربی / ۶۰٫۹°شمالی ۵۰٫۱°غربی   | —                      |                 | [ ۱ ] |
| ۲ سپتامبر ۱۴۹۲  | ۱۱:۴۶:۵۶           | ۴۰         | جزئی   | ۰.۸۹۷۲ | —                   | ۶۱°۲۴′جنوبی ۸۴°۳۰′شرقی / ۶۱٫۴°جنوبی ۸۴٫۵°شرقی   | —                      |                 | [ ۱ ] |
| ۲۷ ژانویه ۱۴۹۱  | ۲۲:۱۶:۴۸           | ۷          | کامل   | ۱.۰۳۷۵ | ۰۱ دقیقه و ۵۸ ثانیه | ۷۴°۰۶′جنوبی ۹۹°۰۰′شرقی / ۷۴٫۱°جنوبی ۹۹٫۰°شرقی   | ۴۳۱ کیلومتر (۲۶۸ مایل) |                 | [ ۱ ] |
| ۲۳ ژوئیه ۱۴۹۱   | ۲۲:۳۹:۱۹           | ۱۲         | جزئی   | ۰.۷۷۲۹ | —                   | ۶۴°۰۰′شمالی ۱۳۵°۳۰′شرقی / ۶۴٫۰°شمالی ۱۳۵٫۵°شرقی | —                      |                 | [ ۱ ] |
| ۱۷ ژانویه ۱۴۹۰  | ۱۴:۲۵:۲۳           | ۱۷         | کامل   | ۱.۰۴۹۳ | ۰۴ دقیقه و ۰۰ ثانیه | ۳۸°۲۴′جنوبی ۱۱۶°۲۴′شرقی / ۳۸٫۴°جنوبی ۱۱۶٫۴°شرقی | ۱۷۰ کیلومتر (۱۱۰ مایل) |                 | [ ۱ ] |
| ۱۲ ژوئیه ۱۴۹۰   | ۲۳:۵۶:۲۱           | ۲۲         | حلقه‌ای | ۰.۹۶۵۳ | ۰۳ دقیقه و ۳۱ ثانیه | ۴۴°۰۶′شمالی ۳۰°۵۴′غربی / ۴۴٫۱°شمالی ۳۰٫۹°غربی   | ۱۳۴ کیلومتر (۸۳ مایل)  |                 | [ ۱ ] |
| ۷ ژانویه ۱۴۸۹   | ۰۴:۱۹:۴۵           | ۲۷         | مرکب   | ۱.۰۰۲۸ | ۰۰ دقیقه و ۱۸ ثانیه | ۲°۰۶′شمالی ۱۰۰°۴۸′غربی / ۲٫۱°شمالی ۱۰۰٫۸°غربی   | ۱۱ کیلومتر (۶٫۸ مایل)  |                 | [ ۱ ] |
| ۱ ژوئیه ۱۴۸۹    | ۰۷:۴۲:۰۶           | ۳۲         | کامل   | ۱.۰۲۰۴ | ۰۲ دقیقه و ۱۵ ثانیه | ۱°۳۰′جنوبی ۱۵۳°۲۴′غربی / ۱٫۵°جنوبی ۱۵۳٫۴°غربی   | ۷۷ کیلومتر (۴۸ مایل)   |                 | [ ۱ ] |
| ۲۶ دسامبر ۱۴۸۹  | ۱۱:۵۰:۱۷           | ۳۷         | جزئی   | ۰.۶۳۳۵ | —                   | ۶۶°۱۲′شمالی ۱۴۲°۲۴′شرقی / ۶۶٫۲°شمالی ۱۴۲٫۴°شرقی | —                      |                 | [ ۱ ] |
| ۲۲ مه ۱۴۸۸      | ۱۵:۲۹:۱۱           | ۴          | جزئی   | ۰.۳۴۰۵ | —                   | ۶۹°۳۰′شمالی ۵۴°۵۴′غربی / ۶۹٫۵°شمالی ۵۴٫۹°غربی   | —                      |                 | [ ۱ ] |
| ۲۰ ژوئن ۱۴۸۸    | ۲۲:۰۹:۵۴           | ۴۲         | جزئی   | ۰.۷۳۸۷ | —                   | ۶۷°۰۰′جنوبی ۶°۲۴′غربی / ۶۷٫۰°جنوبی ۶٫۴°غربی     | —                      |                 | [ ۱ ] |
| ۱۵ نوامبر ۱۴۸۸  | ۱۶:۵۸:۳۴           | ۹          | جزئی   | ۰.۶۷۱۳ | —                   | ۷۰°۰۶′جنوبی ۷۱°۲۴′غربی / ۷۰٫۱°جنوبی ۷۱٫۴°غربی   | —                      |                 | [ ۱ ] |
| ۱۲ مه ۱۴۸۷      | ۰۸:۲۵:۲۹           | ۱۴         | کامل   | ۱.۰۵۷۳ | ۰۴ دقیقه و ۱۰ ثانیه | ۵۲°۱۲′شمالی ۱۷۷°۴۸′غربی / ۵۲٫۲°شمالی ۱۷۷٫۸°غربی | ۲۴۵ کیلومتر (۱۵۲ مایل) |                 | [ ۱ ] |
| ۴ نوامبر ۱۴۸۷   | ۱۹:۰۵:۲۷           | ۱۹         | حلقه‌ای | ۰.۹۵۷۲ | ۰۴ دقیقه و ۱۹ ثانیه | ۳۷°۳۰′جنوبی ۲۷°۳۶′شرقی / ۳۷٫۵°جنوبی ۲۷٫۶°شرقی   | ۱۷۴ کیلومتر (۱۰۸ مایل) |                 | [ ۱ ] |
| ۱ مه ۱۴۸۶       | ۲۱:۱۱:۱۵           | ۲۴         | مرکب   | ۱.۰۰۷۲ | ۰۰ دقیقه و ۴۷ ثانیه | ۳°۲۴′شمالی ۸°۰۰′شرقی / ۳٫۴°شمالی ۸٫۰°شرقی       | ۲۵ کیلومتر (۱۶ مایل)   |                 | [ ۱ ] |
| ۲۵ اکتبر ۱۴۸۶   | ۰۴:۳۲:۵۴           | ۲۹         | مرکب   | ۱.۰۱۴۹ | ۰۱ دقیقه و ۲۹ ثانیه | ۷°۰۰′شمالی ۱۰۱°۰۰′غربی / ۷٫۰°شمالی ۱۰۱٫۰°غربی   | ۵۳ کیلومتر (۳۳ مایل)   |                 | [ ۱ ] |
| ۲۰ آوریل ۱۴۸۵   | ۰۲:۴۵:۵۰           | ۳۴         | حلقه‌ای | ۰.۹۴۹۳ | ۰۴ دقیقه و ۲۴ ثانیه | ۵۷°۴۲′جنوبی ۴۵°۱۸′غربی / ۵۷٫۷°جنوبی ۴۵٫۳°غربی   | ۵۰۶ کیلومتر (۳۱۴ مایل) |                 | [ ۱ ] |
| ۱۳ اکتبر ۱۴۸۵   | ۱۹:۱۹:۲۷           | ۳۹         | کامل   | ۱.۰۳۷۶ | ۰۲ دقیقه و ۳۰ ثانیه | ۵۸°۳۶′شمالی ۶۶°۳۰′شرقی / ۵۸٫۶°شمالی ۶۶٫۵°شرقی   | ۳۲۰ کیلومتر (۲۰۰ مایل) |                 | [ ۱ ] |
| ۱۰ مارس ۱۴۸۴    | ۱۲:۱۹:۰۲           | ۶          | جزئی   | ۰.۶۴۱۴ | —                   | ۷۱°۰۶′شمالی ۸۲°۳۶′شرقی / ۷۱٫۱°شمالی ۸۲٫۶°شرقی   | —                      |                 | [ ۱ ] |
| ۳ سپتامبر ۱۴۸۴  | ۲۳:۵۳:۰۰           | ۱۱         | جزئی   | ۰.۸۱۷۹ | —                   | ۷۰°۳۶′جنوبی ۸۳°۴۲′غربی / ۷۰٫۶°جنوبی ۸۳٫۷°غربی   | —                      |                 | [ ۱ ] |
| ۲۷ فوریه ۱۴۸۳   | ۱۸:۱۴:۴۲           | ۱۶         | حلقه‌ای | ۰.۹۹۹۷ | ۰۰ دقیقه و ۰۲ ثانیه | ۹°۴۲′شمالی ۴۹°۴۸′شرقی / ۹٫۷°شمالی ۴۹٫۸°شرقی     | ۱ کیلومتر (۰٫۶۲ مایل)  |                 | [ ۱ ] |
| ۲۴ اوت ۱۴۸۳     | ۰۸:۳۰:۲۰           | ۲۱         | حلقه‌ای | ۰.۹۶۲۸ | ۰۴ دقیقه و ۳۷ ثانیه | ۷°۱۸′جنوبی ۱۶۷°۰۶′غربی / ۷٫۳°جنوبی ۱۶۷٫۱°غربی   | ۱۴۷ کیلومتر (۹۱ مایل)  |                 | [ ۱ ] |
| ۱۷ فوریه ۱۴۸۲   | ۰۷:۰۱:۴۴           | ۲۶         | کامل   | ۱.۰۴۸۰ | ۰۴ دقیقه و ۰۱ ثانیه | ۳۶°۱۸′جنوبی ۱۳۱°۰۰′غربی / ۳۶٫۳°جنوبی ۱۳۱٫۰°غربی | ۱۷۰ کیلومتر (۱۱۰ مایل) |                 | [ ۱ ] |
| ۱۳ اوت ۱۴۸۲     | ۱۰:۱۸:۵۷           | ۳۱         | حلقه‌ای | ۰.۹۳۵۱ | ۰۷ دقیقه و ۲۷ ثانیه | ۳۸°۲۴′شمالی ۱۷۴°۰۶′شرقی / ۳۸٫۴°شمالی ۱۷۴٫۱°شرقی | ۲۵۶ کیلومتر (۱۵۹ مایل) |                 | [ ۱ ] |
| ۶ فوریه ۱۴۸۱    | ۲۳:۱۷:۱۲           | ۳۶         | جزئی   | ۰.۹۵۴۷ | —                   | ۶۸°۴۸′جنوبی ۱۳۵°۱۸′شرقی / ۶۸٫۸°جنوبی ۱۳۵٫۳°شرقی | —                      |                 | [ ۱ ] |
| ۱ اوت ۱۴۸۱      | ۱۰:۳۷:۵۵           | ۴۱         | جزئی   | ۰.۸۷۷۸ | —                   | ۶۷°۵۴′شمالی ۲۷°۴۲′غربی / ۶۷٫۹°شمالی ۲۷٫۷°غربی   | —                      |                 | [ ۱ ] |
| ۲۸ دسامبر ۱۴۸۱  | ۰۱:۵۹:۱۷           | ۸          | حلقه‌ای | ۰.۹۷۲۲ | ۰۲ دقیقه و ۲۰ ثانیه | ۵۶°۰۶′شمالی ۵۰°۰۰′غربی / ۵۶٫۱°شمالی ۵۰٫۰°غربی   | ۶۱۱ کیلومتر (۳۸۰ مایل) |                 | [ ۱ ] |
| ۲۲ ژوئن ۱۴۸۰    | ۰۶:۴۳:۳۲           | ۱۳         | کامل   | ۱.۰۲۸۵ | ۰۲ دقیقه و ۲۴ ثانیه | ۴۳°۳۶′جنوبی ۱۲۳°۳۶′غربی / ۴۳٫۶°جنوبی ۱۲۳٫۶°غربی | ۲۵۶ کیلومتر (۱۵۹ مایل) |                 | [ ۱ ] |
| ۱۷ دسامبر ۱۴۸۰  | ۰۷:۱۴:۴۶           | ۱۸         | حلقه‌ای | ۰.۹۳۳۲ | ۰۸ دقیقه و ۵۵ ثانیه | ۵°۱۲′جنوبی ۱۴۰°۳۰′غربی / ۵٫۲°جنوبی ۱۴۰٫۵°غربی   | ۲۶۲ کیلومتر (۱۶۳ مایل) |                 | [ ۱ ] |
| ۱۱ ژوئن ۱۴۷۹    | ۲۲:۲۶:۴۴           | ۲۳         | کامل   | ۱.۰۷۸۵ | ۰۶ دقیقه و ۵۷ ثانیه | ۱۳°۱۲′شمالی ۱۲°۲۴′غربی / ۱۳٫۲°شمالی ۱۲٫۴°غربی   | ۲۵۷ کیلومتر (۱۶۰ مایل) |                 | [ ۱ ] |
| ۶ دسامبر ۱۴۷۹   | ۰۶:۴۱:۴۷           | ۲۸         | حلقه‌ای | ۰.۹۱۶۵ | ۰۹ دقیقه و ۰۴ ثانیه | ۴۱°۴۸′جنوبی ۱۴۶°۰۶′غربی / ۴۱٫۸°جنوبی ۱۴۶٫۱°غربی | ۳۴۱ کیلومتر (۲۱۲ مایل) |                 | [ ۱ ] |
| ۱ ژوئن ۱۴۷۸     | ۱۵:۳۸:۴۹           | ۳۳         | کامل   | ۱.۰۶۶۲ | ۰۴ دقیقه و ۳۳ ثانیه | ۵۲°۵۴′شمالی ۶۷°۴۸′شرقی / ۵۲٫۹°شمالی ۶۷٫۸°شرقی   | ۲۶۷ کیلومتر (۱۶۶ مایل) |                 | [ ۱ ] |
| ۲۵ نوامبر ۱۴۷۸  | ۰۷:۲۷:۵۲           | ۳۸         | جزئی   | ۰.۹۰۳۳ | —                   | ۶۲°۱۲′جنوبی ۸۱°۴۲′شرقی / ۶۲٫۲°جنوبی ۸۱٫۷°شرقی   | —                      |                 | [ ۱ ] |
| ۲۱ آوریل ۱۴۷۷   | ۱۹:۰۵:۰۷           | ۵          | جزئی   | ۰.۴۹۳۶ | —                   | ۶۰°۴۸′جنوبی ۱۱۴°۵۴′شرقی / ۶۰٫۸°جنوبی ۱۱۴٫۹°شرقی | —                      |                 | [ ۱ ] |
| ۲۱ مه ۱۴۷۷      | ۰۵:۳۹:۵۵           | ۴۳         | جزئی   | ۰.۲۶۶۵ | —                   | ۶۲°۰۶′شمالی ۱۱۲°۰۶′شرقی / ۶۲٫۱°شمالی ۱۱۲٫۱°شرقی | —                      |                 | [ ۱ ] |
| ۱۵ اکتبر ۱۴۷۷   | ۰۳:۰۴:۰۲           | ۱۰         | جزئی   | ۰.۷۹۸۲ | —                   | ۶۰°۴۲′شمالی ۰°۱۸′غربی / ۶۰٫۷°شمالی ۰٫۳°غربی     | —                      |                 | [ ۱ ] |
| ۱۰ آوریل ۱۴۷۶   | ۲۲:۴۳:۳۴           | ۱۵         | حلقه‌ای | ۰.۹۴۷۸ | ۰۵ دقیقه و ۳۰ ثانیه | ۲۵°۴۲′جنوبی ۱°۱۸′شرقی / ۲۵٫۷°جنوبی ۱٫۳°شرقی     | ۲۲۳ کیلومتر (۱۳۹ مایل) |                 | [ ۱ ] |
| ۴ اکتبر ۱۴۷۶    | ۱۸:۳۵:۵۷           | ۲۰         | کامل   | ۱.۰۴۹۲ | ۰۳ دقیقه و ۵۳ ثانیه | ۲۲°۲۴′شمالی ۵۷°۰۰′شرقی / ۲۲٫۴°شمالی ۵۷٫۰°شرقی   | ۱۷۹ کیلومتر (۱۱۱ مایل) |                 | [ ۱ ] |
| ۳۰ مارس ۱۴۷۵    | ۲۳:۱۰:۰۴           | ۲۵         | حلقه‌ای | ۰.۹۵۱۹ | ۰۵ دقیقه و ۱۷ ثانیه | ۹°۱۸′شمالی ۲۷°۳۶′غربی / ۹٫۳°شمالی ۲۷٫۶°غربی     | ۱۸۰ کیلومتر (۱۱۰ مایل) |                 | [ ۱ ] |
| ۲۴ سپتامبر ۱۴۷۵ | ۰۹:۳۶:۲۸           | ۳۰         | کامل   | ۱.۰۲۲۲ | ۰۱ دقیقه و ۵۸ ثانیه | ۸°۳۰′جنوبی ۱۷۱°۵۴′شرقی / ۸٫۵°جنوبی ۱۷۱٫۹°شرقی   | ۷۸ کیلومتر (۴۸ مایل)   |                 | [ ۱ ] |
| ۲۰ مارس ۱۴۷۴    | ۰۳:۴۵:۳۹           | ۳۵         | حلقه‌ای | ۰.۹۸۲۳ | ۰۱ دقیقه و ۱۹ ثانیه | ۵۳°۳۶′شمالی ۱۴۰°۰۶′غربی / ۵۳٫۶°شمالی ۱۴۰٫۱°غربی | ۲۰۷ کیلومتر (۱۲۹ مایل) |                 | [ ۱ ] |
| ۱۳ سپتامبر ۱۴۷۴ | ۱۹:۳۶:۰۵           | ۴۰         | جزئی   | ۰.۹۳۹۵ | —                   | ۶۰°۵۴′جنوبی ۴۳°۰۶′غربی / ۶۰٫۹°جنوبی ۴۳٫۱°غربی   | —                      |                 | [ ۱ ] |
| ۸ فوریه ۱۴۷۳    | ۰۶:۳۲:۰۳           | ۷          | کامل   | ۱.۰۴۰۱ | ۰۲ دقیقه و ۰۱ ثانیه | ۶۸°۳۶′جنوبی ۱۷°۱۸′غربی / ۶۸٫۶°جنوبی ۱۷٫۳°غربی   | ۷۷۱ کیلومتر (۴۷۹ مایل) |                 | [ ۱ ] |
| ۳ اوت ۱۴۷۳      | ۰۵:۲۷:۴۲           | ۱۲         | جزئی   | ۰.۶۶۷۳ | —                   | ۶۳°۱۲′شمالی ۲۲°۱۸′شرقی / ۶۳٫۲°شمالی ۲۲٫۳°شرقی   | —                      |                 | [ ۱ ] |
| ۲۷ ژانویه ۱۴۷۲  | ۲۲:۵۰:۴۹           | ۱۷         | کامل   | ۱.۰۵۰۸ | ۰۴ دقیقه و ۰۴ ثانیه | ۳۷°۴۲′جنوبی ۸°۴۲′غربی / ۳۷٫۷°جنوبی ۸٫۷°غربی     | ۱۷۶ کیلومتر (۱۰۹ مایل) |                 | [ ۱ ] |
| ۲۳ ژوئیه ۱۴۷۲   | ۰۶:۵۲:۲۳           | ۲۲         | حلقه‌ای | ۰.۹۶۵۰ | ۰۳ دقیقه و ۲۳ ثانیه | ۴۶°۴۸′شمالی ۱۳۲°۰۶′غربی / ۴۶٫۸°شمالی ۱۳۲٫۱°غربی | ۱۳۹ کیلومتر (۸۶ مایل)  |                 | [ ۱ ] |
| ۱۷ ژانویه ۱۴۷۱  | ۱۲:۳۸:۴۰           | ۲۷         | مرکب   | ۱.۰۰۲۵ | ۰۰ دقیقه و ۱۶ ثانیه | ۱°۳۶′شمالی ۱۳۲°۱۲′شرقی / ۱٫۶°شمالی ۱۳۲٫۲°شرقی   | ۹ کیلومتر (۵٫۶ مایل)   |                 | [ ۱ ] |
| ۱۲ ژوئیه ۱۴۷۱   | ۱۴:۵۹:۲۷           | ۳۲         | کامل   | ۱.۰۲۲۱ | ۰۲ دقیقه و ۲۴ ثانیه | ۲°۵۴′شمالی ۹۵°۰۰′شرقی / ۲٫۹°شمالی ۹۵٫۰°شرقی     | ۸۱ کیلومتر (۵۰ مایل)   |                 | [ ۱ ] |
| ۶ ژانویه ۱۴۷۰   | ۱۹:۵۲:۳۶           | ۳۷         | جزئی   | ۰.۶۴۸۹ | —                   | ۶۵°۰۶′شمالی ۹°۵۴′شرقی / ۶۵٫۱°شمالی ۹٫۹°شرقی     | —                      |                 | [ ۱ ] |
| ۲ ژوئن ۱۴۷۰     | ۲۲:۵۲:۵۹           | ۴          | جزئی   | ۰.۲۰۱۰ | —                   | ۶۸°۳۶′شمالی ۱۷۹°۲۴′غربی / ۶۸٫۶°شمالی ۱۷۹٫۴°غربی | —                      |                 | [ ۱ ] |
| ۲ ژوئیه ۱۴۷۰    | ۰۵:۳۹:۰۷           | ۴۲         | جزئی   | ۰.۸۷۲۲ | —                   | ۶۶°۰۰′جنوبی ۱۳۱°۰۰′غربی / ۶۶٫۰°جنوبی ۱۳۱٫۰°غربی | —                      |                 | [ ۱ ] |
| ۲۷ نوامبر ۱۴۷۰  | ۰۱:۰۳:۰۸           | ۹          | جزئی   | ۰.۶۷۰۸ | —                   | ۶۹°۰۶′جنوبی ۱۵۳°۲۴′شرقی / ۶۹٫۱°جنوبی ۱۵۳٫۴°شرقی | —                      |                 | [ ۱ ] |
| ۲۲ مه ۱۴۶۹      | ۱۵:۴۱:۳۶           | ۱۴         | کامل   | ۱.۰۵۳۳ | ۰۳ دقیقه و ۳۸ ثانیه | ۶۱°۳۶′شمالی ۶۸°۴۲′شرقی / ۶۱٫۶°شمالی ۶۸٫۷°شرقی   | ۲۵۳ کیلومتر (۱۵۷ مایل) |                 | [ ۱ ] |
| ۱۵ نوامبر ۱۴۶۹  | ۰۳:۲۹:۱۴           | ۱۹         | حلقه‌ای | ۰.۹۵۹۶ | ۰۳ دقیقه و ۵۹ ثانیه | ۴۱°۳۰′جنوبی ۹۸°۵۴′غربی / ۴۱٫۵°جنوبی ۹۸٫۹°غربی   | ۱۶۴ کیلومتر (۱۰۲ مایل) |                 | [ ۱ ] |
| ۱۲ مه ۱۴۶۸      | ۰۴:۰۴:۱۸           | ۲۴         | مرکب   | ۱.۰۰۴۳ | ۰۰ دقیقه و ۲۹ ثانیه | ۱۱°۲۴′شمالی ۹۹°۰۰′غربی / ۱۱٫۴°شمالی ۹۹٫۰°غربی   | ۱۵ کیلومتر (۹٫۳ مایل)  |                 | [ ۱ ] |
| ۴ نوامبر ۱۴۶۸   | ۱۳:۱۶:۰۲           | ۲۹         | مرکب   | ۱.۰۱۶۴ | ۰۱ دقیقه و ۳۹ ثانیه | ۲°۵۴′شمالی ۱۲۵°۴۸′شرقی / ۲٫۹°شمالی ۱۲۵٫۸°شرقی   | ۵۸ کیلومتر (۳۶ مایل)   |                 | [ ۱ ] |
| ۱ مه ۱۴۶۷       | ۰۹:۱۴:۰۵           | ۳۴         | حلقه‌ای | ۰.۹۵۱۱ | ۰۴ دقیقه و ۵۴ ثانیه | ۴۵°۲۴′جنوبی ۱۵۶°۵۴′غربی / ۴۵٫۴°جنوبی ۱۵۶٫۹°غربی | ۳۳۶ کیلومتر (۲۰۹ مایل) |                 | [ ۱ ] |
| ۲۵ اکتبر ۱۴۶۷   | ۰۴:۰۷:۰۲           | ۳۹         | کامل   | ۱.۰۳۶۵ | ۰۲ دقیقه و ۳۳ ثانیه | ۵۴°۴۲′شمالی ۷۳°۰۰′غربی / ۵۴٫۷°شمالی ۷۳٫۰°غربی   | ۳۰۲ کیلومتر (۱۸۸ مایل) |                 | [ ۱ ] |
| ۲۱ مارس ۱۴۶۶    | ۱۹:۱۳:۰۲           | ۶          | جزئی   | ۰.۵۳۸۵ | —                   | ۷۱°۳۰′شمالی ۳۶°۱۲′غربی / ۷۱٫۵°شمالی ۳۶٫۲°غربی   | —                      |                 | [ ۱ ] |
| ۱۵ سپتامبر ۱۴۶۶ | ۰۸:۰۰:۳۴           | ۱۱         | جزئی   | ۰.۷۶۵۳ | —                   | ۷۱°۱۲′جنوبی ۱۳۹°۲۴′شرقی / ۷۱٫۲°جنوبی ۱۳۹٫۴°شرقی | —                      |                 | [ ۱ ] |
| ۱۰ مارس ۱۴۶۵    | ۰۱:۴۲:۳۲           | ۱۶         | مرکب   | ۱.۰۰۵۸ | ۰۰ دقیقه و ۳۶ ثانیه | ۱۶°۳۰′شمالی ۶۶°۱۲′غربی / ۱۶٫۵°شمالی ۶۶٫۲°غربی   | ۲۲ کیلومتر (۱۴ مایل)   |                 | [ ۱ ] |
| ۳ سپتامبر ۱۴۶۵  | ۱۶:۰۴:۰۱           | ۲۱         | حلقه‌ای | ۰.۹۵۶۶ | ۰۵ دقیقه و ۱۷ ثانیه | ۱۲°۵۴′جنوبی ۷۶°۰۰′شرقی / ۱۲٫۹°جنوبی ۷۶٫۰°شرقی   | ۱۷۵ کیلومتر (۱۰۹ مایل) |                 | [ ۱ ] |
| ۲۷ فوریه ۱۴۶۴   | ۱۴:۵۹:۰۱           | ۲۶         | کامل   | ۱.۰۵۳۷ | ۰۴ دقیقه و ۳۵ ثانیه | ۳۰°۰۶′جنوبی ۱۰۷°۴۸′شرقی / ۳۰٫۱°جنوبی ۱۰۷٫۸°شرقی | ۱۸۶ کیلومتر (۱۱۶ مایل) |                 | [ ۱ ] |
| ۲۳ اوت ۱۴۶۴     | ۱۷:۲۵:۲۹           | ۳۱         | حلقه‌ای | ۰.۹۳۱۸ | ۰۸ دقیقه و ۱۰ ثانیه | ۳۲°۱۸′شمالی ۶۶°۱۸′شرقی / ۳۲٫۳°شمالی ۶۶٫۳°شرقی   | ۲۶۶ کیلومتر (۱۶۵ مایل) |                 | [ ۱ ] |
| ۱۷ فوریه ۱۴۶۳   | ۰۷:۲۷:۵۱           | ۳۶         | کامل   | ۱.۰۲۰۰ | —                   | ۶۹°۴۲′جنوبی ۱°۱۲′غربی / ۶۹٫۷°جنوبی ۱٫۲°غربی     | —                      |                 | [ ۱ ] |
| ۱۲ اوت ۱۴۶۳     | ۱۷:۴۴:۳۷           | ۴۱         | حلقه‌ای | ۰.۹۳۷۵ | ۰۳ دقیقه و ۴۵ ثانیه | ۷۲°۴۸′شمالی ۱۵۳°۰۶′غربی / ۷۲٫۸°شمالی ۱۵۳٫۱°غربی | —                      |                 | [ ۱ ] |
| ۸ ژانویه ۱۴۶۲   | ۱۰:۱۷:۲۹           | ۸          | حلقه‌ای | ۰.۹۸۰۵ | —                   | ۶۶°۰۶′شمالی ۱۷۸°۳۶′شرقی / ۶۶٫۱°شمالی ۱۷۸٫۶°شرقی | —                      |                 | [ ۱ ] |
| ۳ ژوئیه ۱۴۶۲    | ۱۴:۰۱:۳۸           | ۱۳         | کامل   | ۱.۰۲۵۲ | ۰۱ دقیقه و ۵۲ ثانیه | ۵۹°۱۲′جنوبی ۱۲۴°۴۸′شرقی / ۵۹٫۲°جنوبی ۱۲۴٫۸°شرقی | —                      |                 | [ ۱ ] |
| ۲۸ دسامبر ۱۴۶۲  | ۱۵:۱۵:۲۹           | ۱۸         | حلقه‌ای | ۰.۹۳۳۱ | ۰۹ دقیقه و ۱۲ ثانیه | ۵°۱۲′جنوبی ۹۷°۳۶′شرقی / ۵٫۲°جنوبی ۹۷٫۶°شرقی     | ۲۶۳ کیلومتر (۱۶۳ مایل) |                 | [ ۱ ] |
| ۲۲ ژوئن ۱۴۶۱    | ۰۵:۵۴:۴۴           | ۲۳         | کامل   | ۱.۰۷۷۶ | ۰۷ دقیقه و ۰۴ ثانیه | ۱۰°۲۴′شمالی ۱۲۵°۲۴′غربی / ۱۰٫۴°شمالی ۱۲۵٫۴°غربی | ۲۵۷ کیلومتر (۱۶۰ مایل) |                 | [ ۱ ] |
| ۱۶ دسامبر ۱۴۶۱  | ۱۴:۳۹:۱۲           | ۲۸         | حلقه‌ای | ۰.۹۱۸۳ | ۰۸ دقیقه و ۵۶ ثانیه | ۴۳°۴۲′جنوبی ۹۶°۰۶′شرقی / ۴۳٫۷°جنوبی ۹۶٫۱°شرقی   | ۳۳۳ کیلومتر (۲۰۷ مایل) |                 | [ ۱ ] |
| ۱۱ ژوئن ۱۴۶۰    | ۲۲:۵۹:۳۴           | ۳۳         | کامل   | ۱.۰۶۳۸ | ۰۴ دقیقه و ۳۴ ثانیه | ۵۱°۳۰′شمالی ۳۷°۴۸′غربی / ۵۱٫۵°شمالی ۳۷٫۸°غربی   | ۲۴۴ کیلومتر (۱۵۲ مایل) |                 | [ ۱ ] |
| ۵ دسامبر ۱۴۶۰   | ۱۵:۴۵:۴۷           | ۳۸         | جزئی   | ۰.۹۱۰۶ | —                   | ۶۳°۰۰′جنوبی ۵۳°۳۰′غربی / ۶۳٫۰°جنوبی ۵۳٫۵°غربی   | —                      |                 | [ ۱ ] |
| ۳ مه ۱۴۵۹       | ۰۱:۵۱:۲۰           | ۵          | جزئی   | ۰.۳۴۶۳ | —                   | ۶۱°۰۶′جنوبی ۳°۰۰′شرقی / ۶۱٫۱°جنوبی ۳٫۰°شرقی     | —                      |                 | [ ۱ ] |
| ۱ ژوئن ۱۴۵۹     | ۱۲:۳۶:۵۹           | ۴۳         | جزئی   | ۰.۴۰۰۳ | —                   | ۶۲°۴۲′شمالی ۲°۵۴′غربی / ۶۲٫۷°شمالی ۲٫۹°غربی     | —                      |                 | [ ۱ ] |
| ۲۶ اکتبر ۱۴۵۹   | ۱۱:۴۷:۵۱           | ۱۰         | جزئی   | ۰.۷۹۴۹ | —                   | ۶۰°۵۴′شمالی ۱۴۱°۳۰′غربی / ۶۰٫۹°شمالی ۱۴۱٫۵°غربی | —                      |                 | [ ۱ ] |
| ۲۲ آوریل ۱۴۵۸   | ۰۵:۱۰:۱۳           | ۱۵         | حلقه‌ای | ۰.۹۴۷۵ | ۰۵ دقیقه و ۳۶ ثانیه | ۲۷°۰۰′جنوبی ۹۵°۳۶′غربی / ۲۷٫۰°جنوبی ۹۵٫۶°غربی   | ۲۴۱ کیلومتر (۱۵۰ مایل) |                 | [ ۱ ] |
| ۱۶ اکتبر ۱۴۵۸   | ۰۳:۱۹:۳۱           | ۲۰         | کامل   | ۱.۰۴۶۵ | ۰۳ دقیقه و ۴۶ ثانیه | ۱۸°۳۶′شمالی ۷۶°۱۸′غربی / ۱۸٫۶°شمالی ۷۶٫۳°غربی   | ۱۷۰ کیلومتر (۱۱۰ مایل) |                 | [ ۱ ] |
| ۱۰ آوریل ۱۴۵۷   | ۰۵:۴۵:۲۰           | ۲۵         | حلقه‌ای | ۰.۹۵۶۰ | ۰۴ دقیقه و ۴۷ ثانیه | ۹°۳۰′شمالی ۱۲۶°۵۴′غربی / ۹٫۵°شمالی ۱۲۶٫۹°غربی   | ۱۶۲ کیلومتر (۱۰۱ مایل) |                 | [ ۱ ] |
| ۴ اکتبر ۱۴۵۷    | ۱۸:۰۲:۵۲           | ۳۰         | مرکب   | ۱.۰۱۶۹ | ۰۱ دقیقه و ۳۰ ثانیه | ۱۲°۱۲′جنوبی ۴۳°۱۸′شرقی / ۱۲٫۲°جنوبی ۴۳٫۳°شرقی   | ۶۰ کیلومتر (۳۷ مایل)   |                 | [ ۱ ] |
| ۳۰ مارس ۱۴۵۶    | ۱۰:۵۴:۵۸           | ۳۵         | حلقه‌ای | ۰.۹۹۰۹ | ۰۰ دقیقه و ۴۲ ثانیه | ۴۹°۴۲′شمالی ۱۱۸°۲۴′شرقی / ۴۹٫۷°شمالی ۱۱۸٫۴°شرقی | ۶۷ کیلومتر (۴۲ مایل)   |                 | [ ۱ ] |
| ۲۴ سپتامبر ۱۴۵۶ | ۰۳:۳۱:۱۳           | ۴۰         | حلقه‌ای | ۰.۹۷۱۹ | —                   | ۶۰°۳۶′جنوبی ۱۷۲°۱۲′غربی / ۶۰٫۶°جنوبی ۱۷۲٫۲°غربی | —                      |                 | [ ۱ ] |
| ۱۸ فوریه ۱۴۵۵   | ۱۴:۴۰:۴۶           | ۷          | جزئی   | ۰.۹۸۴۵ | —                   | ۶۱°۵۴′جنوبی ۱۳۰°۴۲′غربی / ۶۱٫۹°جنوبی ۱۳۰٫۷°غربی | —                      |                 | [ ۱ ] |
| ۱۴ اوت ۱۴۵۵     | ۱۲:۲۵:۲۰           | ۱۲         | جزئی   | ۰.۵۷۵۲ | —                   | ۶۲°۲۴′شمالی ۹۳°۰۰′غربی / ۶۲٫۴°شمالی ۹۳٫۰°غربی   | —                      |                 | [ ۱ ] |
| ۸ فوریه ۱۴۵۴    | ۰۷:۰۷:۴۳           | ۱۷         | کامل   | ۱.۰۵۲۳ | ۰۴ دقیقه و ۰۷ ثانیه | ۳۶°۳۰′جنوبی ۱۳۲°۰۰′غربی / ۳۶٫۵°جنوبی ۱۳۲٫۰°غربی | ۱۸۳ کیلومتر (۱۱۴ مایل) |                 | [ ۱ ] |
| ۳ اوت ۱۴۵۴      | ۱۳:۵۷:۴۸           | ۲۲         | حلقه‌ای | ۰.۹۶۴۴ | ۰۳ دقیقه و ۱۸ ثانیه | ۴۸°۰۰′شمالی ۱۲۴°۴۲′شرقی / ۴۸٫۰°شمالی ۱۲۴٫۷°شرقی | ۱۴۵ کیلومتر (۹۰ مایل)  |                 | [ ۱ ] |
| ۲۸ ژانویه ۱۴۵۳  | ۲۰:۴۷:۴۲           | ۲۷         | مرکب   | ۱.۰۰۲۵ | ۰۰ دقیقه و ۱۶ ثانیه | ۱°۳۰′شمالی ۷°۴۸′شرقی / ۱٫۵°شمالی ۷٫۸°شرقی       | ۹ کیلومتر (۵٫۶ مایل)   |                 | [ ۱ ] |
| ۲۲ ژوئیه ۱۴۵۳   | ۲۲:۲۵:۵۵           | ۳۲         | کامل   | ۱.۰۲۳۳ | ۰۲ دقیقه و ۲۷ ثانیه | ۶°۰۰′شمالی ۱۸°۲۴′غربی / ۶٫۰°شمالی ۱۸٫۴°غربی     | ۸۳ کیلومتر (۵۲ مایل)   |                 | [ ۱ ] |
| ۱۷ ژانویه ۱۴۵۲  | ۰۳:۴۳:۵۷           | ۳۷         | جزئی   | ۰.۶۷۸۹ | —                   | ۶۴°۰۶′شمالی ۱۱۹°۲۴′غربی / ۶۴٫۱°شمالی ۱۱۹٫۴°غربی | —                      |                 | [ ۱ ] |
| ۱۳ ژوئن ۱۴۵۲    | ۰۶:۱۹:۵۴           | ۴          | جزئی   | ۰.۰۶۶۷ | —                   | ۶۷°۴۲′شمالی ۵۵°۴۸′شرقی / ۶۷٫۷°شمالی ۵۵٫۸°شرقی   | —                      |                 | [ ۱ ] |
| ۱۲ ژوئیه ۱۴۵۲   | ۱۳:۱۵:۵۷           | ۴۲         | جزئی   | ۰.۹۹۴۴ | —                   | ۶۵°۰۰′جنوبی ۱۰۲°۵۴′شرقی / ۶۵٫۰°جنوبی ۱۰۲٫۹°شرقی | —                      |                 | [ ۱ ] |
| ۷ دسامبر ۱۴۵۲   | ۰۹:۰۶:۰۱           | ۹          | جزئی   | ۰.۶۶۷۱ | —                   | ۶۸°۰۶′جنوبی ۱۹°۱۲′شرقی / ۶۸٫۱°جنوبی ۱۹٫۲°شرقی   | —                      |                 | [ ۱ ] |
| ۲ ژوئن ۱۴۵۱     | ۲۲:۵۶:۳۷           | ۱۴         | کامل   | ۱.۰۴۸۲ | ۰۳ دقیقه و ۰۳ ثانیه | ۷۱°۲۴′شمالی ۴۴°۳۶′غربی / ۷۱٫۴°شمالی ۴۴٫۶°غربی   | ۲۶۵ کیلومتر (۱۶۵ مایل) |                 | [ ۱ ] |
| ۲۶ نوامبر ۱۴۵۱  | ۱۱:۵۴:۳۵           | ۱۹         | حلقه‌ای | ۰.۹۶۲۶ | ۰۳ دقیقه و ۳۶ ثانیه | ۴۵°۰۰′جنوبی ۱۳۵°۱۲′شرقی / ۴۵٫۰°جنوبی ۱۳۵٫۲°شرقی | ۱۵۱ کیلومتر (۹۴ مایل)  |                 | [ ۱ ] |
| ۲۳ مه ۱۴۵۰      | ۱۰:۵۲:۵۴           | ۲۴         | مرکب   | ۱.۰۰۰۸ | ۰۰ دقیقه و ۰۵ ثانیه | ۱۹°۱۸′شمالی ۱۵۵°۴۲′شرقی / ۱۹٫۳°شمالی ۱۵۵٫۷°شرقی | ۳ کیلومتر (۱٫۹ مایل)   |                 | [ ۱ ] |
| ۱۵ نوامبر ۱۴۵۰  | ۲۲:۰۲:۲۹           | ۲۹         | کامل   | ۱.۰۱۸۵ | ۰۱ دقیقه و ۵۳ ثانیه | ۰°۴۸′جنوبی ۸°۰۰′غربی / ۰٫۸°جنوبی ۸٫۰°غربی       | ۶۵ کیلومتر (۴۰ مایل)   |                 | [ ۱ ] |
| ۱۱ مه ۱۴۴۹      | ۱۵:۳۶:۱۵           | ۳۴         | حلقه‌ای | ۰.۹۵۱۸ | ۰۵ دقیقه و ۲۶ ثانیه | ۳۴°۳۰′جنوبی ۹۸°۳۰′شرقی / ۳۴٫۵°جنوبی ۹۸٫۵°شرقی   | ۲۷۱ کیلومتر (۱۶۸ مایل) |                 | [ ۱ ] |
| ۴ نوامبر ۱۴۴۹   | ۱۲:۵۹:۳۴           | ۳۹         | کامل   | ۱.۰۳۵۷ | ۰۲ دقیقه و ۳۶ ثانیه | ۵۱°۳۰′شمالی ۱۴۷°۰۶′شرقی / ۵۱٫۵°شمالی ۱۴۷٫۱°شرقی | ۲۹۴ کیلومتر (۱۸۳ مایل) |                 | [ ۱ ] |
| ۱ آوریل ۱۴۴۸    | ۰۲:۰۰:۲۶           | ۶          | جزئی   | ۰.۴۲۴۹ | —                   | ۷۱°۴۲′شمالی ۱۵۳°۳۶′غربی / ۷۱٫۷°شمالی ۱۵۳٫۶°غربی | —                      |                 | [ ۱ ] |
| ۳۰ آوریل ۱۴۴۸   | ۱۶:۱۴:۱۳           | ۴۴         | جزئی   | ۰.۰۷۵۷ | —                   | ۷۱°۰۰′جنوبی ۱۳۵°۳۰′شرقی / ۷۱٫۰°جنوبی ۱۳۵٫۵°شرقی | —                      |                 | [ ۱ ] |
| ۲۵ سپتامبر ۱۴۴۸ | ۱۶:۱۴:۵۳           | ۱۱         | جزئی   | ۰.۷۲۴۷ | —                   | ۷۱°۳۶′جنوبی ۰°۱۲′شرقی / ۷۱٫۶°جنوبی ۰٫۲°شرقی     | —                      |                 | [ ۱ ] |
| ۲۱ مارس ۱۴۴۷    | ۰۹:۰۵:۳۹           | ۱۶         | مرکب   | ۱.۰۱۱۷ | ۰۱ دقیقه و ۰۹ ثانیه | ۲۳°۵۴′شمالی ۱۷۸°۳۰′شرقی / ۲۳٫۹°شمالی ۱۷۸٫۵°شرقی | ۴۶ کیلومتر (۲۹ مایل)   |                 | [ ۱ ] |
| ۱۴ سپتامبر ۱۴۴۷ | ۲۳:۴۵:۰۰           | ۲۱         | حلقه‌ای | ۰.۹۵۰۸ | ۰۵ دقیقه و ۵۰ ثانیه | ۱۸°۳۰′جنوبی ۴۲°۵۴′غربی / ۱۸٫۵°جنوبی ۴۲٫۹°غربی   | ۲۰۳ کیلومتر (۱۲۶ مایل) |                 | [ ۱ ] |
| ۱۰ مارس ۱۴۴۶    | ۲۲:۴۹:۴۵           | ۲۶         | کامل   | ۱.۰۵۹۳ | ۰۵ دقیقه و ۱۰ ثانیه | ۲۳°۱۲′جنوبی ۱۲°۳۶′غربی / ۲۳٫۲°جنوبی ۱۲٫۶°غربی   | ۲۰۱ کیلومتر (۱۲۵ مایل) |                 | [ ۱ ] |
| ۴ سپتامبر ۱۴۴۶  | ۰۰:۴۰:۲۳           | ۳۱         | حلقه‌ای | ۰.۹۲۸۶ | ۰۸ دقیقه و ۵۱ ثانیه | ۲۶°۱۲′شمالی ۴۴°۱۸′غربی / ۲۶٫۲°شمالی ۴۴٫۳°غربی   | ۲۷۶ کیلومتر (۱۷۱ مایل) |                 | [ ۱ ] |
| ۲۸ فوریه ۱۴۴۵   | ۱۵:۳۰:۴۴           | ۳۶         | کامل   | ۱.۰۵۱۳ | ۰۲ دقیقه و ۴۸ ثانیه | ۷۵°۳۰′جنوبی ۱۶۹°۰۶′شرقی / ۷۵٫۵°جنوبی ۱۶۹٫۱°شرقی | ۶۱۴ کیلومتر (۳۸۲ مایل) |                 | [ ۱ ] |
| ۲۳ اوت ۱۴۴۵     | ۰۱:۰۱:۳۴           | ۴۱         | حلقه‌ای | ۰.۹۴۰۳ | ۰۴ دقیقه و ۰۶ ثانیه | ۷۸°۲۴′شمالی ۲۴°۳۰′شرقی / ۷۸٫۴°شمالی ۲۴٫۵°شرقی   | ۷۰۱ کیلومتر (۴۳۶ مایل) |                 | [ ۱ ] |
| ۱۸ ژانویه ۱۴۴۴  | ۱۸:۲۷:۰۷           | ۸          | جزئی   | ۰.۹۴۲۵ | —                   | ۶۷°۰۶′شمالی ۴۳°۵۴′شرقی / ۶۷٫۱°شمالی ۴۳٫۹°شرقی   | —                      |                 | [ ۱ ] |
| ۱۳ ژوئیه ۱۴۴۴   | ۲۱:۲۸:۲۱           | ۱۳         | جزئی   | ۰.۹۱۱۰ | —                   | ۶۶°۱۲′جنوبی ۴°۳۶′شرقی / ۶۶٫۲°جنوبی ۴٫۶°شرقی     | —                      |                 | [ ۱ ] |
| ۷ ژانویه ۱۴۴۳   | ۲۳:۰۸:۵۷           | ۱۸         | حلقه‌ای | ۰.۹۳۳۴ | ۰۹ دقیقه و ۲۰ ثانیه | ۴°۰۶′جنوبی ۲۲°۳۶′غربی / ۴٫۱°جنوبی ۲۲٫۶°غربی     | ۲۶۴ کیلومتر (۱۶۴ مایل) |                 | [ ۱ ] |
| ۳ ژوئیه ۱۴۴۳    | ۱۳:۲۷:۳۲           | ۲۳         | کامل   | ۱.۰۷۶۰ | ۰۷ دقیقه و ۰۵ ثانیه | ۶°۵۴′شمالی ۱۱۹°۵۴′شرقی / ۶٫۹°شمالی ۱۱۹٫۹°شرقی   | ۲۵۷ کیلومتر (۱۶۰ مایل) |                 | [ ۱ ] |
| ۲۷ دسامبر ۱۴۴۳  | ۲۲:۳۱:۴۲           | ۲۸         | حلقه‌ای | ۰.۹۲۰۷ | ۰۸ دقیقه و ۴۶ ثانیه | ۴۴°۲۴′جنوبی ۱۹°۵۴′غربی / ۴۴٫۴°جنوبی ۱۹٫۹°غربی   | ۳۲۱ کیلومتر (۱۹۹ مایل) |                 | [ ۱ ] |
| ۲۳ ژوئن ۱۴۴۲    | ۰۶:۲۲:۳۲           | ۳۳         | کامل   | ۱.۰۶۰۶ | ۰۴ دقیقه و ۳۲ ثانیه | ۴۹°۱۸′شمالی ۱۴۴°۳۰′غربی / ۴۹٫۳°شمالی ۱۴۴٫۵°غربی | ۲۲۳ کیلومتر (۱۳۹ مایل) |                 | [ ۱ ] |
| ۱۷ دسامبر ۱۴۴۲  | ۰۰:۰۰:۱۳           | ۳۸         | جزئی   | ۰.۹۲۴۷ | —                   | ۶۳°۵۴′جنوبی ۱۷۱°۴۸′شرقی / ۶۳٫۹°جنوبی ۱۷۱٫۸°شرقی | —                      |                 | [ ۱ ] |
| ۱۳ مه ۱۴۴۱      | ۰۸:۳۲:۴۰           | ۵          | جزئی   | ۰.۱۹۵۲ | —                   | ۶۱°۳۶′جنوبی ۱۰۷°۴۸′غربی / ۶۱٫۶°جنوبی ۱۰۷٫۸°غربی | —                      |                 | [ ۱ ] |
| ۱۱ ژوئن ۱۴۴۱    | ۱۹:۳۴:۱۴           | ۴۳         | جزئی   | ۰.۵۳۱۶ | —                   | ۶۳°۳۰′شمالی ۱۱۸°۰۶′غربی / ۶۳٫۵°شمالی ۱۱۸٫۱°غربی | —                      |                 | [ ۱ ] |
| ۵ نوامبر ۱۴۴۱   | ۲۰:۳۵:۳۹           | ۱۰         | جزئی   | ۰.۷۹۶۴ | —                   | ۶۱°۱۸′شمالی ۷۶°۱۲′شرقی / ۶۱٫۳°شمالی ۷۶٫۲°شرقی   | —                      |                 | [ ۱ ] |
| ۲ مه ۱۴۴۰       | ۱۱:۳۲:۱۵           | ۱۵         | حلقه‌ای | ۰.۹۴۶۵ | ۰۵ دقیقه و ۴۶ ثانیه | ۲۹°۳۶′جنوبی ۱۶۸°۳۶′شرقی / ۲۹٫۶°جنوبی ۱۶۸٫۶°شرقی | ۲۷۳ کیلومتر (۱۷۰ مایل) |                 | [ ۱ ] |
| ۲۶ اکتبر ۱۴۴۰   | ۱۲:۰۷:۱۱           | ۲۰         | کامل   | ۱.۰۴۴۳ | ۰۳ دقیقه و ۴۱ ثانیه | ۱۴°۴۸′شمالی ۱۴۹°۱۲′شرقی / ۱۴٫۸°شمالی ۱۴۹٫۲°شرقی | ۱۶۳ کیلومتر (۱۰۱ مایل) |                 | [ ۱ ] |
| ۲۱ آوریل ۱۴۳۹   | ۱۲:۱۶:۵۵           | ۲۵         | حلقه‌ای | ۰.۹۵۹۸ | ۰۴ دقیقه و ۲۴ ثانیه | ۹°۳۶′شمالی ۱۳۴°۵۴′شرقی / ۹٫۶°شمالی ۱۳۴٫۹°شرقی   | ۱۴۶ کیلومتر (۹۱ مایل)  |                 | [ ۱ ] |
| ۱۶ اکتبر ۱۴۳۹   | ۰۲:۳۵:۲۷           | ۳۰         | مرکب   | ۱.۰۱۲۱ | ۰۱ دقیقه و ۰۴ ثانیه | ۱۶°۱۸′جنوبی ۸۶°۵۴′غربی / ۱۶٫۳°جنوبی ۸۶٫۹°غربی   | ۴۳ کیلومتر (۲۷ مایل)   |                 | [ ۱ ] |
| ۱۰ آوریل ۱۴۳۸   | ۱۷:۵۷:۴۶           | ۳۵         | حلقه‌ای | ۰.۹۹۸۷ | ۰۰ دقیقه و ۰۶ ثانیه | ۴۷°۳۶′شمالی ۱۶°۰۶′شرقی / ۴۷٫۶°شمالی ۱۶٫۱°شرقی   | ۸ کیلومتر (۵٫۰ مایل)   |                 | [ ۱ ] |
| ۵ اکتبر ۱۴۳۸    | ۱۱:۳۴:۰۹           | ۴۰         | حلقه‌ای | ۰.۹۴۶۰ | ۰۳ دقیقه و ۴۹ ثانیه | ۵۹°۲۴′جنوبی ۷۴°۰۶′شرقی / ۵۹٫۴°جنوبی ۷۴٫۱°شرقی   | —                      |                 | [ ۱ ] |
| ۲۹ فوریه ۱۴۳۷   | ۲۲:۴۰:۱۹           | ۷          | جزئی   | ۰.۹۰۵۹ | —                   | ۶۱°۱۸′جنوبی ۹۸°۵۴′شرقی / ۶۱٫۳°جنوبی ۹۸٫۹°شرقی   | —                      |                 | [ ۱ ] |
| ۳۰ مارس ۱۴۳۷    | ۰۶:۴۱:۳۶           | ۴۵         | جزئی   | ۰.۰۵۶۹ | —                   | ۶۰°۴۲′شمالی ۱۳۵°۱۲′شرقی / ۶۰٫۷°شمالی ۱۳۵٫۲°شرقی | —                      |                 | [ ۱ ] |
| ۲۴ اوت ۱۴۳۷     | ۱۹:۳۳:۱۴           | ۱۲         | جزئی   | ۰.۴۹۷۶ | —                   | ۶۱°۴۲′شمالی ۱۴۹°۳۰′شرقی / ۶۱٫۷°شمالی ۱۴۹٫۵°شرقی | —                      |                 | [ ۱ ] |
| ۱۸ فوریه ۱۴۳۶   | ۱۵:۱۵:۲۵           | ۱۷         | کامل   | ۱.۰۵۳۶ | ۰۴ دقیقه و ۱۰ ثانیه | ۳۵°۰۰′جنوبی ۱۰۶°۴۲′شرقی / ۳۵٫۰°جنوبی ۱۰۶٫۷°شرقی | ۱۸۹ کیلومتر (۱۱۷ مایل) |                 | [ ۱ ] |
| ۱۳ اوت ۱۴۳۶     | ۲۱:۱۴:۱۴           | ۲۲         | حلقه‌ای | ۰.۹۶۳۷ | ۰۳ دقیقه و ۱۶ ثانیه | ۴۷°۴۸′شمالی ۱۸°۳۰′شرقی / ۴۷٫۸°شمالی ۱۸٫۵°شرقی   | ۱۵۳ کیلومتر (۹۵ مایل)  |                 | [ ۱ ] |
| ۸ فوریه ۱۴۳۵    | ۰۴:۴۸:۲۴           | ۲۷         | مرکب   | ۱.۰۰۲۶ | ۰۰ دقیقه و ۱۶ ثانیه | ۱°۴۸′شمالی ۱۱۴°۲۴′غربی / ۱٫۸°شمالی ۱۱۴٫۴°غربی   | ۱۰ کیلومتر (۶٫۲ مایل)  |                 | [ ۱ ] |
| ۳ اوت ۱۴۳۵      | ۰۵:۵۹:۳۵           | ۳۲         | کامل   | ۱.۰۲۴۰ | ۰۲ دقیقه و ۲۶ ثانیه | ۷°۴۸′شمالی ۱۳۳°۰۶′غربی / ۷٫۸°شمالی ۱۳۳٫۱°غربی   | ۸۴ کیلومتر (۵۲ مایل)   |                 | [ ۱ ] |
| ۲۸ ژانویه ۱۴۳۴  | ۱۱:۲۷:۵۵           | ۳۷         | جزئی   | ۰.۷۱۸۱ | —                   | ۶۳°۱۲′شمالی ۱۱۳°۳۰′شرقی / ۶۳٫۲°شمالی ۱۱۳٫۵°شرقی | —                      |                 | [ ۱ ] |
| ۲۳ ژوئیه ۱۴۳۴   | ۲۰:۵۸:۰۰           | ۴۲         | کامل   | ۱.۰۵۵۳ | ۰۴ دقیقه و ۰۸ ثانیه | ۴۸°۱۸′جنوبی ۱۲°۲۴′غربی / ۴۸٫۳°جنوبی ۱۲٫۴°غربی   | ۶۱۵ کیلومتر (۳۸۲ مایل) |                 | [ ۱ ] |
| ۱۸ دسامبر ۱۴۳۴  | ۱۷:۰۶:۳۴           | ۹          | جزئی   | ۰.۶۶۰۳ | —                   | ۶۷°۰۰′جنوبی ۱۱۳°۴۲′غربی / ۶۷٫۰°جنوبی ۱۱۳٫۷°غربی | —                      |                 | [ ۱ ] |
| ۱۳ ژوئن ۱۴۳۳    | ۰۶:۱۱:۵۰           | ۱۴         | کامل   | ۱.۰۴۲۰ | ۰۲ دقیقه و ۲۸ ثانیه | ۸۱°۵۴′شمالی ۱۵۹°۴۸′غربی / ۸۱٫۹°شمالی ۱۵۹٫۸°غربی | ۲۸۸ کیلومتر (۱۷۹ مایل) |                 | [ ۱ ] |
| ۶ دسامبر ۱۴۳۳   | ۲۰:۱۹:۳۵           | ۱۹         | حلقه‌ای | ۰.۹۶۶۲ | ۰۳ دقیقه و ۱۰ ثانیه | ۴۷°۴۸′جنوبی ۱۰°۳۰′شرقی / ۴۷٫۸°جنوبی ۱۰٫۵°شرقی   | ۱۳۶ کیلومتر (۸۵ مایل)  |                 | [ ۱ ] |
| ۲ ژوئن ۱۴۳۲     | ۱۷:۴۱:۱۴           | ۲۴         | حلقه‌ای | ۰.۹۹۶۷ | ۰۰ دقیقه و ۲۲ ثانیه | ۲۶°۴۲′شمالی ۵۱°۱۸′شرقی / ۲۶٫۷°شمالی ۵۱٫۳°شرقی   | ۱۲ کیلومتر (۷٫۵ مایل)  |                 | [ ۱ ] |
| ۲۶ نوامبر ۱۴۳۲  | ۰۶:۴۸:۳۵           | ۲۹         | کامل   | ۱.۰۲۱۰ | ۰۲ دقیقه و ۰۹ ثانیه | ۳°۵۴′جنوبی ۱۴۱°۳۰′غربی / ۳٫۹°جنوبی ۱۴۱٫۵°غربی   | ۷۴ کیلومتر (۴۶ مایل)   |                 | [ ۱ ] |
| ۲۲ مه ۱۴۳۱      | ۲۱:۵۸:۰۸           | ۳۴         | حلقه‌ای | ۰.۹۵۱۷ | ۰۵ دقیقه و ۵۸ ثانیه | ۲۴°۵۴′جنوبی ۳°۳۰′غربی / ۲۴٫۹°جنوبی ۳٫۵°غربی     | ۲۳۹ کیلومتر (۱۴۹ مایل) |                 | [ ۱ ] |
| ۱۵ نوامبر ۱۴۳۱  | ۲۱:۵۳:۱۴           | ۳۹         | کامل   | ۱.۰۳۵۳ | ۰۲ دقیقه و ۳۹ ثانیه | ۴۸°۵۴′شمالی ۷°۱۲′شرقی / ۴۸٫۹°شمالی ۷٫۲°شرقی     | ۲۹۲ کیلومتر (۱۸۱ مایل) |                 | [ ۱ ] |
| ۱۲ آوریل ۱۴۳۰   | ۰۸:۴۲:۳۷           | ۶          | جزئی   | ۰.۳۰۲۵ | —                   | ۷۱°۳۶′شمالی ۹۰°۲۴′شرقی / ۷۱٫۶°شمالی ۹۰٫۴°شرقی   | —                      |                 | [ ۱ ] |
| ۱۱ مه ۱۴۳۰      | ۲۲:۳۴:۵۶           | ۴۴         | جزئی   | ۰.۲۲۳۷ | —                   | ۷۰°۲۴′جنوبی ۲۵°۳۶′شرقی / ۷۰٫۴°جنوبی ۲۵٫۶°شرقی   | —                      |                 | [ ۱ ] |
| ۷ اکتبر ۱۴۳۰    | ۰۰:۳۵:۲۵           | ۱۱         | جزئی   | ۰.۶۹۵۳ | —                   | ۷۱°۴۲′جنوبی ۱۴۰°۴۲′غربی / ۷۱٫۷°جنوبی ۱۴۰٫۷°غربی | —                      |                 | [ ۱ ] |
| ۳۱ مارس ۱۴۲۹    | ۱۶:۲۲:۱۸           | ۱۶         | کامل   | ۱.۰۱۷۱ | ۰۱ دقیقه و ۳۴ ثانیه | ۳۱°۵۴′شمالی ۶۴°۱۸′شرقی / ۳۱٫۹°شمالی ۶۴٫۳°شرقی   | ۷۰ کیلومتر (۴۳ مایل)   |                 | [ ۱ ] |
| ۲۵ سپتامبر ۱۴۲۹ | ۰۷:۳۳:۳۸           | ۲۱         | حلقه‌ای | ۰.۹۴۵۴ | ۰۶ دقیقه و ۱۷ ثانیه | ۲۴°۰۶′جنوبی ۱۶۳°۳۰′غربی / ۲۴٫۱°جنوبی ۱۶۳٫۵°غربی | ۲۳۰ کیلومتر (۱۴۰ مایل) |                 | [ ۱ ] |
| ۲۱ مارس ۱۴۲۸    | ۰۶:۳۲:۵۰           | ۲۶         | کامل   | ۱.۰۶۴۳ | ۰۵ دقیقه و ۴۱ ثانیه | ۱۵°۵۴′جنوبی ۱۳۱°۴۸′غربی / ۱۵٫۹°جنوبی ۱۳۱٫۸°غربی | ۲۱۴ کیلومتر (۱۳۳ مایل) |                 | [ ۱ ] |
| ۱۴ سپتامبر ۱۴۲۸ | ۰۸:۰۵:۵۸           | ۳۱         | حلقه‌ای | ۰.۹۲۵۶ | ۰۹ دقیقه و ۲۷ ثانیه | ۲۰°۱۲′شمالی ۱۵۸°۰۰′غربی / ۲۰٫۲°شمالی ۱۵۸٫۰°غربی | ۲۸۶ کیلومتر (۱۷۸ مایل) |                 | [ ۱ ] |
| ۱۰ مارس ۱۴۲۷    | ۲۳:۲۴:۵۶           | ۳۶         | کامل   | ۱.۰۵۵۷ | ۰۳ دقیقه و ۲۰ ثانیه | ۶۸°۲۴′جنوبی ۱۷°۲۴′شرقی / ۶۸٫۴°جنوبی ۱۷٫۴°شرقی   | ۴۵۱ کیلومتر (۲۸۰ مایل) |                 | [ ۱ ] |
| ۳ سپتامبر ۱۴۲۷  | ۰۸:۲۹:۰۴           | ۴۱         | حلقه‌ای | ۰.۹۴۱۰ | ۰۴ دقیقه و ۲۴ ثانیه | ۷۱°۴۸′شمالی ۱۲۰°۰۰′غربی / ۷۱٫۸°شمالی ۱۲۰٫۰°غربی | ۵۱۹ کیلومتر (۳۲۲ مایل) |                 | [ ۱ ] |
| ۳۰ ژانویه ۱۴۲۶  | ۰۲:۲۷:۲۶           | ۸          | جزئی   | ۰.۸۹۲۹ | —                   | ۶۸°۱۲′شمالی ۸۹°۰۰′غربی / ۶۸٫۲°شمالی ۸۹٫۰°غربی   | —                      |                 | [ ۱ ] |
| ۲۵ ژوئیه ۱۴۲۶   | ۰۵:۰۲:۰۳           | ۱۳         | جزئی   | ۰.۸۰۹۲ | —                   | ۶۷°۱۲′جنوبی ۱۲۱°۱۲′غربی / ۶۷٫۲°جنوبی ۱۲۱٫۲°غربی | —                      |                 | [ ۱ ] |
| ۱۹ ژانویه ۱۴۲۵  | ۰۶:۵۲:۵۷           | ۱۸         | حلقه‌ای | ۰.۹۳۴۲ | ۰۹ دقیقه و ۱۷ ثانیه | ۱°۴۸′جنوبی ۱۴۰°۳۶′غربی / ۱٫۸°جنوبی ۱۴۰٫۶°غربی   | ۲۶۳ کیلومتر (۱۶۳ مایل) |                 | [ ۱ ] |
| ۱۳ ژوئیه ۱۴۲۵   | ۲۱:۰۵:۳۲           | ۲۳         | کامل   | ۱.۰۷۳۶ | ۰۶ دقیقه و ۵۸ ثانیه | ۲°۴۸′شمالی ۳°۲۴′شرقی / ۲٫۸°شمالی ۳٫۴°شرقی       | ۲۵۶ کیلومتر (۱۵۹ مایل) |                 | [ ۱ ] |
| ۷ ژانویه ۱۴۲۴   | ۰۶:۱۸:۴۳           | ۲۸         | حلقه‌ای | ۰.۹۲۳۸ | ۰۸ دقیقه و ۳۳ ثانیه | ۴۳°۴۲′جنوبی ۱۳۴°۲۴′غربی / ۴۳٫۷°جنوبی ۱۳۴٫۴°غربی | ۳۰۶ کیلومتر (۱۹۰ مایل) |                 | [ ۱ ] |
| ۳ ژوئیه ۱۴۲۴    | ۱۳:۴۸:۳۲           | ۳۳         | کامل   | ۱.۰۵۶۶ | ۰۴ دقیقه و ۲۷ ثانیه | ۴۶°۱۲′شمالی ۱۰۷°۱۲′شرقی / ۴۶٫۲°شمالی ۱۰۷٫۲°شرقی | ۲۰۲ کیلومتر (۱۲۶ مایل) |                 | [ ۱ ] |
| ۲۷ دسامبر ۱۴۲۴  | ۰۸:۱۲:۱۱           | ۳۸         | حلقه‌ای | ۰.۹۴۳۸ | —                   | ۶۴°۵۴′جنوبی ۳۷°۲۴′شرقی / ۶۴٫۹°جنوبی ۳۷٫۴°شرقی   | —                      |                 | [ ۱ ] |
| ۲۴ مه ۱۴۲۳      | ۱۵:۱۱:۳۸           | ۵          | جزئی   | ۰.۰۴۴۶ | —                   | ۶۲°۱۲′جنوبی ۱۴۱°۴۸′شرقی / ۶۲٫۲°جنوبی ۱۴۱٫۸°شرقی | —                      |                 | [ ۱ ] |
| ۲۳ ژوئن ۱۴۲۳    | ۰۲:۳۲:۲۷           | ۴۳         | جزئی   | ۰.۶۵۸۸ | —                   | ۶۴°۲۴′شمالی ۱۲۶°۰۶′شرقی / ۶۴٫۴°شمالی ۱۲۶٫۱°شرقی | —                      |                 | [ ۱ ] |
| ۱۷ نوامبر ۱۴۲۳  | ۰۵:۲۶:۱۸           | ۱۰         | جزئی   | ۰.۸۰۱۴ | —                   | ۶۱°۵۴′شمالی ۶۶°۵۴′غربی / ۶۱٫۹°شمالی ۶۶٫۹°غربی   | —                      |                 | [ ۱ ] |
| ۱۳ مه ۱۴۲۲      | ۱۷:۵۰:۰۵           | ۱۵         | حلقه‌ای | ۰.۹۴۴۸ | ۰۵ دقیقه و ۵۶ ثانیه | ۳۴°۰۰′جنوبی ۷۳°۵۴′شرقی / ۳۴٫۰°جنوبی ۷۳٫۹°شرقی   | ۳۳۱ کیلومتر (۲۰۶ مایل) |                 | [ ۱ ] |
| ۶ نوامبر ۱۴۲۲   | ۲۰:۵۸:۵۶           | ۲۰         | کامل   | ۱.۰۴۲۵ | ۰۳ دقیقه و ۳۹ ثانیه | ۱۱°۱۲′شمالی ۱۳°۳۶′شرقی / ۱۱٫۲°شمالی ۱۳٫۶°شرقی   | ۱۵۷ کیلومتر (۹۸ مایل)  |                 | [ ۱ ] |
| ۱ مه ۱۴۲۱       | ۱۸:۴۵:۵۴           | ۲۵         | حلقه‌ای | ۰.۹۶۳۱ | ۰۴ دقیقه و ۰۵ ثانیه | ۹°۱۸′شمالی ۳۷°۲۴′شرقی / ۹٫۳°شمالی ۳۷٫۴°شرقی     | ۱۳۴ کیلومتر (۸۳ مایل)  |                 | [ ۱ ] |
| ۲۶ اکتبر ۱۴۲۱   | ۱۱:۱۱:۲۴           | ۳۰         | مرکب   | ۱.۰۰۷۷ | ۰۰ دقیقه و ۴۱ ثانیه | ۲۰°۳۶′جنوبی ۱۴۲°۱۸′شرقی / ۲۰٫۶°جنوبی ۱۴۲٫۳°شرقی | ۲۷ کیلومتر (۱۷ مایل)   |                 | [ ۱ ] |
| ۲۱ آوریل ۱۴۲۰   | ۰۰:۵۸:۵۶           | ۳۵         | مرکب   | ۱.۰۰۵۵ | ۰۰ دقیقه و ۲۶ ثانیه | ۴۶°۳۰′شمالی ۸۶°۳۰′غربی / ۴۶٫۵°شمالی ۸۶٫۵°غربی   | ۲۸ کیلومتر (۱۷ مایل)   |                 | [ ۱ ] |
| ۱۵ اکتبر ۱۴۲۰   | ۱۹:۴۱:۵۱           | ۴۰         | حلقه‌ای | ۰.۹۴۲۰ | ۰۴ دقیقه و ۰۲ ثانیه | ۶۰°۲۴′جنوبی ۵۲°۱۲′غربی / ۶۰٫۴°جنوبی ۵۲٫۲°غربی   | ۰۵۸ کیلومتر (۳۶ مایل)  |                 | [ ۱ ] |
| ۱۲ مارس ۱۴۱۹    | ۰۶:۳۳:۴۴           | ۷          | جزئی   | ۰.۸۱۵۹ | —                   | ۶۱°۰۰′جنوبی ۲۹°۵۴′غربی / ۶۱٫۰°جنوبی ۲۹٫۹°غربی   | —                      |                 | [ ۱ ] |
| ۱۰ آوریل ۱۴۱۹   | ۱۴:۱۱:۰۱           | ۴۵         | جزئی   | ۰.۱۸۱۷ | —                   | ۶۰°۴۲′شمالی ۱۲°۳۰′شرقی / ۶۰٫۷°شمالی ۱۲٫۵°شرقی   | —                      |                 | [ ۱ ] |
| ۵ سپتامبر ۱۴۱۹  | ۰۲:۴۹:۵۰           | ۱۲         | جزئی   | ۰.۴۳۲۳ | —                   | ۶۱°۱۲′شمالی ۲۹°۵۴′شرقی / ۶۱٫۲°شمالی ۲۹٫۹°شرقی   | —                      |                 | [ ۱ ] |
| ۱ مارس ۱۴۱۸     | ۲۳:۱۴:۳۰           | ۱۷         | کامل   | ۱.۰۵۴۶ | ۰۴ دقیقه و ۱۲ ثانیه | ۳۳°۲۴′جنوبی ۱۲°۴۸′غربی / ۳۳٫۴°جنوبی ۱۲٫۸°غربی   | ۱۹۶ کیلومتر (۱۲۲ مایل) |                 | [ ۱ ] |
| ۲۵ اوت ۱۴۱۸     | ۰۴:۴۱:۰۰           | ۲۲         | حلقه‌ای | ۰.۹۶۳۰ | ۰۳ دقیقه و ۱۶ ثانیه | ۴۶°۲۴′شمالی ۹۱°۱۸′غربی / ۴۶٫۴°شمالی ۹۱٫۳°غربی   | ۱۶۱ کیلومتر (۱۰۰ مایل) |                 | [ ۱ ] |
| ۱۹ فوریه ۱۴۱۷   | ۱۲:۳۶:۴۶           | ۲۷         | مرکب   | ۱.۰۰۲۷ | ۰۰ دقیقه و ۱۶ ثانیه | ۲°۱۲′شمالی ۱۲۶°۴۸′شرقی / ۲٫۲°شمالی ۱۲۶٫۸°شرقی   | ۱۰ کیلومتر (۶٫۲ مایل)  |                 | [ ۱ ] |
| ۱۳ اوت ۱۴۱۷     | ۱۳:۴۴:۰۷           | ۳۲         | کامل   | ۱.۰۲۴۳ | ۰۲ دقیقه و ۲۳ ثانیه | ۸°۱۸′شمالی ۱۰۹°۳۶′شرقی / ۸٫۳°شمالی ۱۰۹٫۶°شرقی   | ۸۴ کیلومتر (۵۲ مایل)   |                 | [ ۱ ] |
| ۷ فوریه ۱۴۱۶    | ۱۸:۵۹:۴۹           | ۳۷         | جزئی   | ۰.۷۷۳۴ | —                   | ۶۲°۲۴′شمالی ۱۰°۱۸′غربی / ۶۲٫۴°شمالی ۱۰٫۳°غربی   | —                      |                 | [ ۱ ] |
| ۳ اوت ۱۴۱۶      | ۰۴:۴۸:۲۲           | ۴۲         | کامل   | ۱.۰۵۶۰ | ۰۴ دقیقه و ۲۲ ثانیه | ۴۰°۴۲′جنوبی ۱۳۳°۰۰′غربی / ۴۰٫۷°جنوبی ۱۳۳٫۰°غربی | ۴۲۳ کیلومتر (۲۶۳ مایل) |                 | [ ۱ ] |
| ۲۹ دسامبر ۱۴۱۶  | ۰۱:۰۱:۳۱           | ۹          | جزئی   | ۰.۶۴۵۲ | —                   | ۶۵°۵۴′جنوبی ۱۱۵°۲۴′شرقی / ۶۵٫۹°جنوبی ۱۱۵٫۴°شرقی | —                      |                 | [ ۱ ] |
| ۲۴ ژوئن ۱۴۱۵    | ۱۳:۲۸:۵۹           | ۱۴         | کامل   | ۱.۰۳۴۴ | ۰۱ دقیقه و ۵۲ ثانیه | ۸۵°۳۶′شمالی ۷۱°۰۰′غربی / ۸۵٫۶°شمالی ۷۱٫۰°غربی   | ۳۵۸ کیلومتر (۲۲۲ مایل) |                 | [ ۱ ] |
| ۱۸ دسامبر ۱۴۱۵  | ۰۴:۴۲:۲۹           | ۱۹         | حلقه‌ای | ۰.۹۷۰۵ | ۰۲ دقیقه و ۴۲ ثانیه | ۴۹°۵۴′جنوبی ۱۱۲°۴۸′غربی / ۴۹٫۹°جنوبی ۱۱۲٫۸°غربی | ۱۱۹ کیلومتر (۷۴ مایل)  |                 | [ ۱ ] |
| ۱۴ ژوئن ۱۴۱۴    | ۰۰:۲۷:۱۷           | ۲۴         | حلقه‌ای | ۰.۹۹۱۹ | ۰۰ دقیقه و ۵۱ ثانیه | ۳۳°۳۰′شمالی ۵۱°۳۰′غربی / ۳۳٫۵°شمالی ۵۱٫۵°غربی   | ۲۹ کیلومتر (۱۸ مایل)   |                 | [ ۱ ] |
| ۷ دسامبر ۱۴۱۴   | ۱۵:۳۵:۱۰           | ۲۹         | کامل   | ۱.۰۲۴۲ | ۰۲ دقیقه و ۲۹ ثانیه | ۶°۱۸′جنوبی ۸۵°۰۶′شرقی / ۶٫۳°جنوبی ۸۵٫۱°شرقی     | ۸۵ کیلومتر (۵۳ مایل)   |                 | [ ۱ ] |
| ۲ ژوئن ۱۴۱۳     | ۰۴:۱۷:۵۰           | ۳۴         | حلقه‌ای | ۰.۹۵۰۹ | ۰۶ دقیقه و ۳۰ ثانیه | ۱۶°۰۶′جنوبی ۱۰۳°۴۲′غربی / ۱۶٫۱°جنوبی ۱۰۳٫۷°غربی | ۲۲۲ کیلومتر (۱۳۸ مایل) |                 | [ ۱ ] |
| ۲۶ نوامبر ۱۴۱۳  | ۰۶:۴۷:۳۷           | ۳۹         | کامل   | ۱.۰۳۵۳ | ۰۲ دقیقه و ۴۴ ثانیه | ۴۶°۴۲′شمالی ۱۳۲°۴۸′غربی / ۴۶٫۷°شمالی ۱۳۲٫۸°غربی | ۲۹۴ کیلومتر (۱۸۳ مایل) |                 | [ ۱ ] |
| ۲۲ آوریل ۱۴۱۲   | ۱۵:۲۱:۱۸           | ۶          | جزئی   | ۰.۱۷۳۶ | —                   | ۷۱°۱۲′شمالی ۲۴°۳۶′غربی / ۷۱٫۲°شمالی ۲۴٫۶°غربی   | —                      |                 | [ ۱ ] |
| ۲۲ مه ۱۴۱۲      | ۰۴:۵۵:۴۳           | ۴۴         | جزئی   | ۰.۳۷۴۴ | —                   | ۶۹°۳۶′جنوبی ۸۳°۴۸′غربی / ۶۹٫۶°جنوبی ۸۳٫۸°غربی   | —                      |                 | [ ۱ ] |
| ۱۷ اکتبر ۱۴۱۲   | ۰۹:۰۱:۵۱           | ۱۱         | جزئی   | ۰.۶۷۵۸ | —                   | ۷۱°۳۶′جنوبی ۷۶°۵۴′شرقی / ۷۱٫۶°جنوبی ۷۶٫۹°شرقی   | —                      |                 | [ ۱ ] |
| ۱۱ آوریل ۱۴۱۱   | ۲۳:۳۵:۲۰           | ۱۶         | کامل   | ۱.۰۲۲۰ | ۰۱ دقیقه و ۵۲ ثانیه | ۴۰°۳۰′شمالی ۴۹°۳۶′غربی / ۴۰٫۵°شمالی ۴۹٫۶°غربی   | ۹۶ کیلومتر (۶۰ مایل)   |                 | [ ۱ ] |
| ۶ اکتبر ۱۴۱۱    | ۱۵:۲۸:۲۲           | ۲۱         | حلقه‌ای | ۰.۹۴۰۵ | ۰۶ دقیقه و ۳۹ ثانیه | ۲۹°۳۰′جنوبی ۷۴°۳۰′شرقی / ۲۹٫۵°جنوبی ۷۴٫۵°شرقی   | ۲۵۵ کیلومتر (۱۵۸ مایل) |                 | [ ۱ ] |
| ۱ آوریل ۱۴۱۰    | ۱۴:۱۰:۴۵           | ۲۶         | کامل   | ۱.۰۶۹۰ | ۰۶ دقیقه و ۰۹ ثانیه | ۸°۱۲′جنوبی ۱۱۰°۰۰′شرقی / ۸٫۲°جنوبی ۱۱۰٫۰°شرقی   | ۲۲۷ کیلومتر (۱۴۱ مایل) |                 | [ ۱ ] |
| ۲۵ سپتامبر ۱۴۱۰ | ۱۵:۳۹:۴۱           | ۳۱         | حلقه‌ای | ۰.۹۲۲۹ | ۱۰ دقیقه و ۰۰ ثانیه | ۱۴°۲۴′شمالی ۸۶°۰۶′شرقی / ۱۴٫۴°شمالی ۸۶٫۱°شرقی   | ۲۹۶ کیلومتر (۱۸۴ مایل) |                 | [ ۱ ] |
| ۲۱ مارس ۱۴۰۹    | ۰۷:۱۱:۰۸           | ۳۶         | کامل   | ۱.۰۵۹۲ | ۰۳ دقیقه و ۵۱ ثانیه | ۵۹°۳۰′جنوبی ۱۱۵°۲۴′غربی / ۵۹٫۵°جنوبی ۱۱۵٫۴°غربی | ۳۷۹ کیلومتر (۲۳۵ مایل) |                 | [ ۱ ] |
| ۱۳ سپتامبر ۱۴۰۹ | ۱۶:۰۷:۱۵           | ۴۱         | حلقه‌ای | ۰.۹۴۱۴ | ۰۴ دقیقه و ۴۱ ثانیه | ۶۴°۴۲′شمالی ۱۱۲°۰۰′شرقی / ۶۴٫۷°شمالی ۱۱۲٫۰°شرقی | ۴۴۵ کیلومتر (۲۷۷ مایل) |                 | [ ۱ ] |
| ۹ فوریه ۱۴۰۸    | ۱۰:۱۸:۰۴           | ۸          | جزئی   | ۰.۸۳۱۵ | —                   | ۶۹°۱۲′شمالی ۱۳۹°۵۴′شرقی / ۶۹٫۲°شمالی ۱۳۹٫۹°شرقی | —                      |                 | [ ۱ ] |
| ۴ اوت ۱۴۰۸      | ۱۲:۴۴:۳۲           | ۱۳         | جزئی   | ۰.۷۱۹۶ | —                   | ۶۸°۱۲′جنوبی ۱۱۰°۱۸′شرقی / ۶۸٫۲°جنوبی ۱۱۰٫۳°شرقی | —                      |                 | [ ۱ ] |
| ۲ سپتامبر ۱۴۰۸  | ۲۳:۱۳:۰۸           | ۵۱         | جزئی   | ۰.۰۳۵۵ | —                   | ۷۰°۳۰′شمالی ۱۰۰°۰۰′شرقی / ۷۰٫۵°شمالی ۱۰۰٫۰°شرقی | —                      |                 | [ ۱ ] |
| ۲۹ ژانویه ۱۴۰۷  | ۱۴:۲۷:۴۴           | ۱۸         | حلقه‌ای | ۰.۹۳۵۲ | ۰۹ دقیقه و ۰۶ ثانیه | ۱°۴۸′شمالی ۱۰۳°۱۸′شرقی / ۱٫۸°شمالی ۱۰۳٫۳°شرقی   | ۲۶۲ کیلومتر (۱۶۳ مایل) |                 | [ ۱ ] |
| ۲۵ ژوئیه ۱۴۰۷   | ۰۴:۵۰:۲۶           | ۲۳         | کامل   | ۱.۰۷۰۷ | ۰۶ دقیقه و ۴۲ ثانیه | ۱°۴۸′جنوبی ۱۱۵°۳۰′غربی / ۱٫۸°جنوبی ۱۱۵٫۵°غربی   | ۲۵۲ کیلومتر (۱۵۷ مایل) |                 | [ ۱ ] |
| ۱۸ ژانویه ۱۴۰۶  | ۱۳:۵۷:۳۴           | ۲۸         | حلقه‌ای | ۰.۹۲۷۴ | ۰۸ دقیقه و ۱۷ ثانیه | ۴۱°۲۴′جنوبی ۱۱۲°۳۶′شرقی / ۴۱٫۴°جنوبی ۱۱۲٫۶°شرقی | ۲۸۸ کیلومتر (۱۷۹ مایل) |                 | [ ۱ ] |
| ۱۴ ژوئیه ۱۴۰۶   | ۲۱:۱۸:۳۵           | ۳۳         | کامل   | ۱.۰۵۱۹ | ۰۴ دقیقه و ۱۷ ثانیه | ۴۲°۱۸′شمالی ۳°۲۴′غربی / ۴۲٫۳°شمالی ۳٫۴°غربی     | ۱۸۲ کیلومتر (۱۱۳ مایل) |                 | [ ۱ ] |
| ۷ ژانویه ۱۴۰۵   | ۱۶:۱۷:۵۳           | ۳۸         | حلقه‌ای | ۰.۹۷۳۴ | —                   | ۶۶°۰۰′جنوبی ۹۵°۴۸′غربی / ۶۶٫۰°جنوبی ۹۵٫۸°غربی   | —                      |                 | [ ۱ ] |
| ۳ ژوئیه ۱۴۰۵    | ۰۹:۳۳:۵۳           | ۴۳         | جزئی   | ۰.۷۷۸۴ | —                   | ۶۵°۱۸′شمالی ۹°۱۸′شرقی / ۶۵٫۳°شمالی ۹٫۳°شرقی     | —                      |                 | [ ۱ ] |
| ۲۷ نوامبر ۱۴۰۵  | ۱۴:۱۶:۲۵           | ۱۰         | جزئی   | ۰.۸۰۵۱ | —                   | ۶۲°۳۶′شمالی ۱۴۹°۵۴′شرقی / ۶۲٫۶°شمالی ۱۴۹٫۹°شرقی | —                      |                 | [ ۱ ] |
| ۲۴ مه ۱۴۰۴      | ۰۰:۰۷:۰۶           | ۱۵         | حلقه‌ای | ۰.۹۴۲۱ | ۰۶ دقیقه و ۰۲ ثانیه | ۴۱°۰۰′جنوبی ۲۰°۰۶′غربی / ۴۱٫۰°جنوبی ۲۰٫۱°غربی   | ۴۶۳ کیلومتر (۲۸۸ مایل) |                 | [ ۱ ] |
| ۱۷ نوامبر ۱۴۰۴  | ۰۵:۵۲:۱۹           | ۲۰         | کامل   | ۱.۰۴۱۲ | ۰۳ دقیقه و ۴۰ ثانیه | ۸°۰۶′شمالی ۱۲۲°۲۴′غربی / ۸٫۱°شمالی ۱۲۲٫۴°غربی   | ۱۵۲ کیلومتر (۹۴ مایل)  |                 | [ ۱ ] |
| ۱۳ مه ۱۴۰۳      | ۰۱:۱۲:۴۸           | ۲۵         | حلقه‌ای | ۰.۹۶۶۰ | ۰۳ دقیقه و ۵۱ ثانیه | ۸°۱۸′شمالی ۵۹°۳۶′غربی / ۸٫۳°شمالی ۵۹٫۶°غربی     | ۱۲۳ کیلومتر (۷۶ مایل)  |                 | [ ۱ ] |
| ۶ نوامبر ۱۴۰۳   | ۱۹:۵۰:۴۷           | ۳۰         | مرکب   | ۱.۰۰۳۹ | ۰۰ دقیقه و ۲۱ ثانیه | ۲۴°۵۴′جنوبی ۱۰°۵۴′شرقی / ۲۴٫۹°جنوبی ۱۰٫۹°شرقی   | ۱۴ کیلومتر (۸٫۷ مایل)  |                 | [ ۱ ] |
| ۲ مه ۱۴۰۲       | ۰۷:۵۶:۳۶           | ۳۵         | مرکب   | ۱.۰۱۱۸ | ۰۰ دقیقه و ۵۵ ثانیه | ۴۵°۵۴′شمالی ۱۷۱°۵۴′شرقی / ۴۵٫۹°شمالی ۱۷۱٫۹°شرقی | ۵۳ کیلومتر (۳۳ مایل)   |                 | [ ۱ ] |
| ۲۷ اکتبر ۱۴۰۲   | ۰۳:۵۴:۴۵           | ۴۰         | حلقه‌ای | ۰.۹۳۸۲ | ۰۴ دقیقه و ۱۳ ثانیه | ۶۲°۱۸′جنوبی ۱۷۷°۰۶′شرقی / ۶۲٫۳°جنوبی ۱۷۷٫۱°شرقی | ۰۵۲ کیلومتر (۳۲ مایل)  |                 | [ ۱ ] |
| ۲۲ مارس ۱۴۰۱    | ۱۴:۱۸:۱۶           | ۷          | جزئی   | ۰.۷۱۰۳ | —                   | ۶۰°۴۲′جنوبی ۱۵۶°۱۸′غربی / ۶۰٫۷°جنوبی ۱۵۶٫۳°غربی | —                      |                 | [ ۱ ] |
| ۲۰ آوریل ۱۴۰۱   | ۲۱:۳۴:۳۷           | ۴۵         | جزئی   | ۰.۳۱۸۳ | —                   | ۶۰°۵۴′شمالی ۱۰۸°۴۲′غربی / ۶۰٫۹°شمالی ۱۰۸٫۷°غربی | —                      |                 | [ ۱ ] |
| ۱۵ سپتامبر ۱۴۰۱ | ۱۰:۱۷:۱۹           | ۱۲         | جزئی   | ۰.۳۸۱۶ | —                   | ۶۰°۴۸′شمالی ۹۲°۱۸′غربی / ۶۰٫۸°شمالی ۹۲٫۳°غربی   | —                      |                 | [ ۱ ] |